# John Curtis
John Ream Curtis (Salt Lake City, 10 de mayo de 1960) es un político estadounidense que se desempeña como  senador de los Estados Unidos por Utah desde 2025, anteriormente fue miembro de la Cámara de Representantes de los Estados Unidos por el 3.º distrito congresional de Utah de 2017 a 2025. Antes de su elección al Congreso, Curtis, un republicano, se desempeñó como alcalde de Provo, Utah, de 2010 a 2017. El 7 de noviembre de 2017, ganó una elección especial para reemplazar a Jason Chaffetz en el Congreso después de que Chaffetz renunciara. Fue reelegido en 2018, 2020 y 2022. Fue elegido en las elecciones al Senado de los Estados Unidos de 2024 en Utah.
Curtis, un ex demócrata, generalmente es considerado un republicano moderado. Es el fundador del Caucus Conservador por el Clima y miembro del centrista Grupo de Gobernanza Republicana. Curtis no apoyó a Donald Trump durante las primarias republicanas de 2024. Dados sus votos a favor de proyectos de ley como la Ley de Respeto al Matrimonio, los analistas en general han considerado que las posiciones de Curtis son similares a las del actual senador Mitt Romney.

## Vida personal
Curtis es miembro de la Iglesia de Jesucristo de los Santos de los Últimos Días y sirvió una misión de dos años en Taiwán. Él y su esposa Sue tienen seis hijos y catorce nietos.
Como figura pública, ha ganado reconocimiento por su amplia colección de calcetines.